# Global Africa Art Market Report
Global Africa Art Market Report,,,,,, est un rapport annuel,,,,,,,,lancé en 2015, qui traite du marché de l'art moderne et contemporain Africain et de sa diaspora.
Il couvre toutes les transactions et données en Afrique et dans le monde.

## Histoire
Fondé par  Jean Philippe Aka les différents rapports sont basés sur l'économétrie,,,,, et l'histoire de l'art.

## Contexte
Ce rapport annuel est le premier du genre dans l'histoire de l'Afrique moderne.

## Contributeurs invités
- Anna Sansom ;
- Osei G. Kofi ;
- El Hadj Malick Ndiaye ;
- Nii Andrews ;
- Lionel Manga ;
- Franck Houndegla ;
- Mustapha Orif.

## Données et analyses par des acteurs clés du monde de l'art
- Paolo Barrata (Président de la Biennale de Venise) ;
- Marc Spiegler (directeur Art Basel) ;
- Touria El Glaoui (fondatrice et directrice de la manifestation d'art contemporain 1:54 à Londres) ;
- Tumelo Mosaka (conservateur de musée) ;
- Bisi Silva (commissaire d'exposition) ;
- Jean-Hubert Martin (commissaire d'exposition) ;
- Serge Tiroche (fondateur de Tiroche Deleon Art) ;
- Alistair Hicks (curateur, Deutsche Bank art Collection) ;
- Brett Scott (fondateur de Scheryn Art) ;
- Barbara Freemantle (Standard Bank art collection) ;
- Paul Bayliss (curateur, Absa art collection and museum) ;
- Sindika Dokolo (collectionneur) ;
- Prince Yemisi Shyllon (collectionneur) ;
- Marie-Cécile Zinsou (collectionneuse, directrice du Musée and et de la Fondation Zinsou) ;
- Robert Devereux (collectionneur) ;
- Gervanne et Matthias Leridon (collectionneurs) ;
- Bassam Chaitou[27] (collectionneur) ;
- Sylvain Sankale (collectionneur) ;
- Kenneth Montague (collectionneur) ;
- Theo Danjuma (collectionneur) ;
- Stephen Kauma (collectionneur) ;
- Julia Grosse (commissaire d'exposition, cofondatrice de Contemporary And) ;
- Yvette Mutumba (commissaire d'exposition, cofondatrice de Contemporary And) ;
- Giles Pepiatt (Directeur de Modern and Contemporary African Art, Bonhams) ;
- Christopher Springs (curator, The British Museum) ;
- etc.